# Raffaello De Rossi
Raffaello De Rossi (Firenze, fine XV secolo – Diano Castello, 1573) è stato un pittore italiano, attivo nel Ponente ligure e a Genova nel XVI secolo.

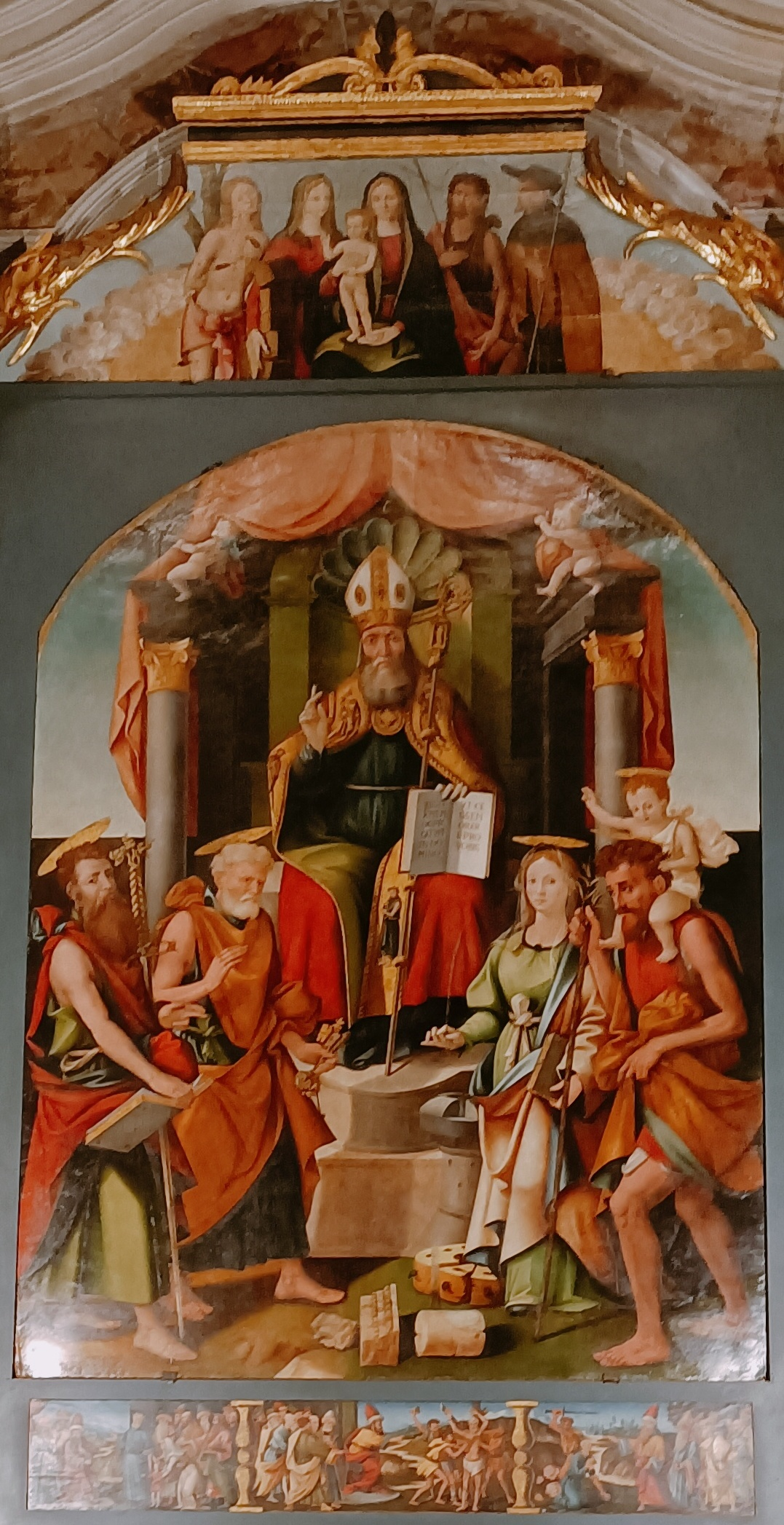
Pala di San Biagio, Basilica di San Biagio, Finale Ligure

Il maestro Raffaello De Rossi è una figura di primo piano, alla quale va ascritto il merito di avere aperto nuovi orizzonti all'arte figurativa ligure, in particolare dell'area ponentina, dove la sua comparsa ha determinato una svolta in senso marcatamente rinascimentale, per le maniere derivanti dall'elaborazione dei modelli fiorentini di fine Quattrocento - inizio Cinquecento appresi durante la sua formazione giovanile. Con tali modi egli è riuscito a vivacizzare il tessuto locale sostanzialmente appiattito, caratterizzato dalla sopravvivenza di un sostrato tardogotico legato alla corrente piemontese realistica e popolaresca, che aveva avuto qui in Giovanni Canavesio il suo maggiore esponente e che in certe sacche di cultura attardata delle valli d'Imperia e d'Albenga aveva allignato nelle pitture arcaiche e stereotipate di Pietro Guido e Giorgio Guido da Ranzo fin oltre la metà del XVI secolo.

## Biografia ed opere
Il giovane maestro fiorentino fece la sua comparsa nella scena pittorica ligure a Genova nel 1514, chiamato a dipingere un altare et porta nella cappella degli Spinola nella chiesa dell'Annunziata di Portoria. Subito dopo si trasferì nella Riviera di Ponente a Finalborgo (Finale Ligure in provincia di Savona), per confezionare la pala di San Biagio per la locale basilica dedicata allo stesso santo, opera notevole, nella quale traspare con evidenza la matrice toscana dell'autore.
Quindi fece ritorno a Genova, per operare nei più importanti cantieri della città, dove era registrato nella matricola dei pittori al numero 66. Qui nel 1518 ricevette da Andrea Cicero la commessa di una pala per l'altare di giuspatronato della famiglia della moglie Mariettina Giustiniani, sito in Santa Maria di Castello; a seguire confezionò una tela per la compagnia del Corpo di Cristo e nel 1520 decorò una cappella istituita nella chiesa della Maddalena.
Ma la sua arte trovò i maggiori sbocchi nella Riviera di Ponente, dove egli tornò presto e dove, dopo la scomparsa di Ludovico e Antonio Brea, si affermò tempestivamente in virtù della sua più aggiornata componente fiorentina.
Nel 1521 ad Alassio portò finalmente a compimento un polittico per l'oratorio dei Disciplinanti di Santa Caterina, che lui stesso aveva iniziato in un suo precedente soggiorno in quella cittadina. Nel 1523 il priore del convento di San Domenico di Taggia gli commissionò una pala d'altare per la cappella degli Oddo, ma quest'opera, forse per una divergenza tra l'artista e il frate, non è mai giunta su quell'altare. Ebbe invece esito positivo la commessa della Pala di Sant'Agostino per la cappella gentilizia dei Galleani in Nostra Signora della Consolazione di Ventimiglia, tenuta dai frati agostiniani.
Negli anni 1528-1529 fu a Porto Maurizio, impegnato dapprima a dipingere gli stemmi sul rinnovato palazzo vicariale e, subito dopo, a decorare il salone del consiglio con soggetti mitologici celebrativi della restaurazione doriana. È dello stesso periodo la Pala del Crocifisso, voluta nel 1528 da Gian Giacomo dei Conti di Gambarana, vescovo d'Albenga.
In seguito l'artista tornò temporaneamente a Genova, dove lasciò in Santa Maria di Castello gli affreschi dei Dottori della Chiesa e una serie di decorazioni, quindi ancora nel Finale, dove si riconosce la sua mano in alcuni particolari del Polittico di Sant'Eusebio, datato 1538, confezionato per l'omonima parrocchiale di Perti (1538).
La Pala di San Siro, destinata ad ornamento dell'altare della Concattedrale di San Siro nel 1548, fu l'opera che chiuse il primo periodo di attività dell'artista, nel quale la sua pittura trovò le migliori espressioni, che palesano anche influssi diversi, desunti dalle novità più significative, soprattutto dalle opere dei maestri fiamminghi, introdotte in quegli anni a Genova e in Liguria.
Questo è anche il momento in cui il maestro Raffaello raggiunse la massima notorietà, travalicando i confini della regione. È del 1539 una quietanza relativa a un pagamento per una "maestà" per la Compagnia dei battuti grossi di San Giovanni di Garessio ed è successiva di una decina d'anni la Pala della Santissima Trinità per la chiesa di Sant'Antonio di Bagnasco, ambedue località dell'alta Val Tanaro.
A partire dalla metà del XVI secolo la pittura di Raffaello De Rossi conobbe un profondo mutamento. Raggiunta la piena maturità, fissò la sua dimora stabile a Diano Castello e nella stessa località impiantò la propria bottega, un laboratorio d'arte che nel volgere di pochi anni acquisì un ruolo di preminenza nel panorama artistico locale, potendo contare sulla fama consolidata del maestro e sulle capacità manageriali, prima ancora che artistiche, del figlio Giulio, suo attivissimo collaboratore.
La produzione degli anni che seguono fu caratterizzata da una cospicua serie di quadri d'altare convenzionali, che però ripetono modi e formule note e portano ad un decadimento della qualità, motivata dall'esigenza di adattamento alle richieste della nuova committenza, meno evoluta e maggiormente legata a canoni tradizionali, e dal progressivo passaggio della conduzione della bottega dall'anziano maestro al figlio Giulio, di minori capacità artistiche.
Si tratta, con poche eccezioni, di quadri d'altare confezionati per le chiese degli immediati dintorni: il Polittico di San Bernardo di Evigno (Diano Arentino, 1552); il Polittico della Salita al Calvario di Borgomaro; le Tavole dei Santi Pietro e Paolo per il Santuario di Santa Maria e San Michele Arcangelo a Coronata in Genova, un tempo poste ai lati della Sacra Famiglia attribuita a Perin del Vaga; un Polittico per la cappella della  Santa Croce a Diano Castello; il Polittico della Vergine per la chiesa di Sant'Antonio di Tovo Faraldi (1560-1562); il Polittico di San Bartolomeo e Santi per San Bartolomeo al Mare (1562); un'ancona per la chiesa di Diano Borello (1564); il Polittico della Vergine Incoronata di Casanova Lerrone; il Polittico dell'Assunta di Leca d'Albenga (1563-1567); un'ancona della Vergine per la chiesa di San Matteo di Villa Guardia (1564-1568) e il Polittico di San Paolo di Aurigo (1569). È dello stesso periodo anche un prezioso ciborio in legno intarsiato e dorato di forma esagonale e recante immagini di santi, eseguito nel 1568 per la chiesa parrocchiale di Prelà Castello, ora conservato nel Museo diocesano di Albenga.
De Rossi morì, quasi ottantenne, nella sua casa di Diano Castello. Le sue opere sono state oggetto di numerosi studi, per l'importanza delle innovazioni di stampo rinascimentale da lui introdotte nel tessuto artistico del Ponente Ligure, ma per un banale errore di interpretazione dell'iscrizione esistente sulla base del Trittico di San Bernardo di Deglio Faraldi egli è diventato noto ed è tuttora conosciuto da molti con l'immotivato pseudonimo "Pancalino".

### Lo pseudonimo "Pancalino"
Attorno a questo nome per decenni i cultori dell'arte ligure del Cinquecento hanno raccolto un cospicuo numero di opere pittoriche che presentavano evidenti affinità, segnalate con una certa frequenza soprattutto nell'area del Ponente ligure.
Nei tempi precedenti tali opere erano sempre state considerate singolarmente, per essere poi attribuite in modo generico a un «ignoto pittore attivo nella Liguria di Ponente nel Cinquecento», oppure ad altri affermati artisti contemporanei. Fu G. V. Castelnovi nel 1952 a individuare ed evidenziare per primo in quei dipinti motivi comuni. Lo stesso studioso successivamente tentò una ricostruzione della personalità dell'artista e ne imbastì un catalogo comprendente una ventina di lavori segnalati in un'area che va da Genova a Ventimiglia, raccogliendo il tutto intorno al nome "Cristoforo Panicalino", corretto dieci anni più tardi in "Cristoforo Pancalino", ricavato dall'iscrizione che si leggeva a stento ai piedi del pannello centrale del Trittico di San Bernardo, conservato nell'omonima chiesa di Deglio Faraldi, borgata rurale dell'alta Valle Steria.
Lo stesso studioso peraltro avvisava di non poter essere certo che il nome indicato corrispondesse a quello del pittore. I contributi critici di altri studiosi poi hanno evidenziato che i dipinti da lui segnalati non potevano essere ricondotti ad un solo artista, ma piuttosto a due personalità distinte, per quanto affini e operanti nello stesso ambito.
Un primo chiarimento si è avuto soltanto nel 1990, con la pubblicazione di un documento scoperto nell'Archivio di Stato di Imperia dal quale si è ricavato che l'iscrizione del dipinto di Deglio Faraldi era stata posta a menzione dei committenti dell'opera e non dell'autore, il quale invece si chiamava Giulio De Rossi ed era un artista di una certa notorietà in quei tempi, che aveva bottega nella vicina Diano Castello.
L'approfondimento delle ricerche negli archivi locali poi ha portato al ritrovamento di una copiosa documentazione, che ha permesso di delineare compiutamente ogni aspetto dell'esistenza e dell'esperienza artistica del cosiddetto "Pancalino"; si è così appurato che effettivamente non si trattava di un solo personaggio, ma piuttosto di una vera dinastia di bottega, di matrice toscana, che per oltre un secolo ha fornito prestazioni e opere d'arte alla committenza più svariata a Genova e nella Riviera di Ponente, detenendovi a lungo una posizione di preminenza.
I componenti della dinastia in questione sono lo stesso maestro Raffaello De Rossi, suo figlio Giulio ( ?  1525 c. – Diano Castello 1591), attivissimo continuatore dell'attività della bottega seppure a discapito della qualità, e il figlio di Giulio, Orazio (Diano Castello 1561 – Genova 1626), stanco epigono di questa sequenza familiare di artisti.
Lo pseudonimo "Pancalino" peraltro è ormai entrato nell'uso comune e, nonostante che la sua infondatezza sia stata dimostrata senza possibilità di confutazione, ancora oggi spesso esso viene impiegato per indicare sia i singoli personaggi sia la bottega dove i tre hanno esercitato la loro arte.